# Flughafen Martinique

i8
i11
i13
Der Aéroport International Martinique Aimé Césaire (IATA-Code: FDF, ICAO-Code: TFFF) ist der internationale Flughafen der französischen Karibikinsel Martinique. Er liegt in Le Lamentin im Großraum der Hauptstadt Fort-de-France. Der Flughafen wurde im Jahre 1950 eröffnet und 2007 zu Ehren des Schriftstellers und Politikers Aimé Césaire umbenannt.

## Fluggesellschaften und Ziele
- Air Caraïbes ist die aktivste Gesellschaft auf Martinique Aimé Césaire, mit täglichen Flügen zum Flughafen Paris-Orly. Weitere wichtige Ziele sind Guadeloupe, Französisch-Guayana, Havanna, Panama.
- Air France fliegt mehrmals täglich zum Flughafen Paris-Orly.

## Zwischenfälle
- Am 17. Juli 1994 wurde eine Britten-Norman BN-2B-26 Islander der Trans Island Air aus Barbados, betrieben für die Air Martinique, (Luftfahrzeugkennzeichen 8P-TAD) in die Flanke eines 2795 Fuß (850 Meter) hohen Berges geflogen. Der Unfall ereignete sich bei einem nächtlichen Sichtanflug 13 Kilometer nordnordwestlich des Zielflughafens Martinique. Bei diesem CFIT (Controlled flight into terrain) wurden alle 6 Insassen, ein Pilot und 5 Passagiere, getötet.[2]

- Am 6. Mai 2004 kam es bei einer Transall C-160R der französischen Luftstreitkräfte (Armée de l’air) (FrAF 209/61-ZR) auf dem Flughafen Martinique zu einem Brand im linken Treibstofftank, als die Maschine nach dem Anlassen gerade in Richtung Startbahn losgerollt war. Das Feuer war durch einen Kurzschluss eines im Tank verlegten Kabels entstanden, welches schon sehr alt war und dessen Verwendung vom Flugzeughersteller trotz bekannter Bedenken zugelassen war. Das Flugzeug wurde irreparabel beschädigt. Alle acht Insassen, drei Piloten und fünf Mechaniker, überlebten den Totalschaden.[3]